# NORCECA Final Six maschile
La NORCECA Final Six maschile è una competizione pallavolistica organizzata dalla NORCECA a partire dal 2021. Si svolge con cadenza annuale e vi partecipano le nazionali nordamericane.

## Edizioni
| Edizione      | Edizione        | Podio       | Podio   | Podio       |
| Anno          | Organizzatore   | Campione    | Seconda | Terza       |
| ------------- | --------------- | ----------- | ------- | ----------- |
| 2021 Dettagli | Rep. Dominicana | Messico     | Canada  | Stati Uniti |
| 2022 Dettagli | Messico         | Cuba        | Canada  | Stati Uniti |
| 2023 Dettagli | Canada          | Stati Uniti | Canada  | Messico     |
| 2024 Dettagli | Canada          | Stati Uniti | Canada  | Messico     |

## Medagliere
| Pos. | Squadra     | 1º posto | 2º posto | 3º posto | Totale |
| ---- | ----------- | -------- | -------- | -------- | ------ |
| 1    | Stati Uniti | 2        | 0        | 2        | 4      |
| 2    | Messico     | 1        | 0        | 2        | 3      |
| 3    | Cuba        | 1        | 0        | 0        | 1      |
| 4    | Canada      | 0        | 4        | 0        | 4      |